# مبلمر مشترك
ملاحظة: البلمرات الإسهامية التي نحصل عليها بالبلمرة إسهامية لموحودين تسمى بمبلمر ثنائي، والبلمرات التي نحصل عليها من ثلاثة مواحيد تسمى بمبلمرات ثلاثية، والبلمرات التي نحصل عليها من أربعة مواحيد تسمى مبلمرات رباعية، إلخ
ولأن البوليميرات الثنائية تشكل أكبر مجموعة منها، فإن مصطلح بوليمير إسهامي يطلق أساسًا على هذه المجموعة.
مبلمر إسهامي متناوب: هو مبلمر إسهامي مكون من جزيئات ضخمة تضم نوعين من المواحيد في تسلسل متناوب.
ملاحظة: قد يعد البوليمير الإسهامي المتناوب بوليميرًا متجانسًا مشتقًا من موحود ضمني أو افتراضي.
مبلمر إسهامي كتلي: جزء من جزيء ضخم، يضم عددًا من الوحدات البنيوية التي تتسم بميزة واحدة على الأقل، وهي أنها ليست موجودة في الأجزاء المجاورة.
المُبلمر المُشترك أو المُبَلمَر الإسهامي أو المبلمرات المشتركة (Copolymer) هي مبلمر ات تتكون من موحودين أو أكثر متحدين بعملية كوثرة لتشكيل منتج جديد بخصائص جديدة. يسمى الناتج بـ مبلمر إسهامي أو مبلمر تساهمي أو مبلمر مشترك، وتسمى العملية بلمرة مشتركة (أو بلمرة إسهامية). ومن البوليميرات الإسهامية التجارية مبلمر الأكريلونيتريل بيوتادايين إستيرين (ABS)، والمبلمر الإسهامي ستايرين بيوتادايين [الإنجليزية] (SBR)، والمطاط النتريلي، ومبلمر ستايرين-أكريلونيتريل [الإنجليزية]، ومبلمر ستايرين-إيزوبرين-ستايرين (SIS) ومبلمر خلات فاينيل-إيثلين.

## أنواع المبلمرات الإسهامية

أنواع مختلفة من البوليميرات الإسهامية

ولما كان المبلمر الإسهامي يتكون من وحدتين مكونتين على الأقل، يمكن للمبلمرات الإسهامية أن تصنف وفقًا لطريقة ترتيب هذه الوحدات على طول سلسلة المبلمر. وهذه الأنواع هي:
- مبلمر إسهامي متناوب (Alternating copolymers): تناوب منتظم للوحدات A وB، كما في (2).
- مبلمر إسهامي دوري (Periodic copolymers): الوحدات A وB مرتبة بتسلسل دوري، أي (A-B-A-B-B-A-A-A-A-B-B-B)n
- مبلمر إسهامي إحصائي (Statistical copolymers): هي مبلمرات إسهامية يكون فيها تسلسل الوحدات يتبع قاعدة إحصائية. إذا كانت احتمالية وجود نوع محدد من المواحيد في مكان خاص من السلسلة مساوية للكسر المولي لذلك الموحود في السلسلة، يكون المبلمر إذن بوليميرًا عشوائيًا.[9]، كما في (3).
- مبلمر إسهامي كتلي (Block copolymers): يتكون من جزئين أو أكثر من مبلمر متجانس متصلين ببعضهما بروابط تساهمية، كا في (4). قد يتطلب اتحاد جزئي المبلمر المتجانس جزءًا وسيطًا غير متكرر يعرف با الكتلة الرابطة. المبلمرات الإسهامية الكتلية قد تسمى مبلمرات إسهامية ثنائية الكتلة أو ثلاثية الكتلة وفقًا لعدد الأجزاء الكتلية للمبلمر الإسهامي.

وتوصف المبلمرات الإسهامية إيضًا بوجود تفرعات أو ترتيبها في بنية المبلمر. المبلمر الإسهامي الخطي يتكون من سلسلة رئيسية مفردة في حين أن المبلمر الإسهامي المتفرع يتكون من سلسلة رئيسية مفردة مع وجود سلسلة جانبية واحدة أو أكثر.
ويوجد أنواع خاصة من المبلمرات الإسهامية المتفرعة تتضمن المبلمرات النجمية، والمكنسية، والمشطية، وكلها تصف شكل المبلمر المتشكل. وفي البلمرات الإسهامية المتدرجة [الإنجليزية] يتغير تركيب الموحود تدريجيًا على طول السلسلة.
المبلمر الإسهامي الثلاثي (terpolymer)، هو مبلمر إسهامي يتكون من ثلاثة مواحيد مختلفة. والرباعي من أربعة. ولأن أكبر مجموعة هي مبلمرات ثنائية، فإن مصطلح مبلمر إسهامي يطلق أساسًا على هذه المجموعة.

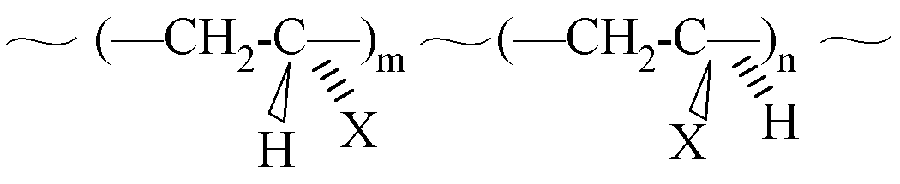

- مبلمر إسهامي كتلي فراغي (Stereoblock copolymers): هو مبلمر ذو بنية خاصة، يمكن أن يتشكل من موحود واحد، تكون السمة المميزة له هي ترتيبية كل كتلة.

### مبلمر إسهامي مُطعّم (Graft copolymers)
نوع خاص من المبلمرات المتفرعة تكون فيها السلاسل الجانبية مميزة بنيويًا عن السلسلة الرئيسية. يصور الشكل في (5) حالة خاصة فيها السلسلة الرئيسية والسلاسل الجانبية مكونة من مبلمرات متجانسة مميزة. وقد تكون السلاسل المفردة للمبلمر الإسهامي المطعم هي بذاتها مبلمرات متجانسة أو إسهامية. لاحظ أن تعاقب المبلمر الإسهامي المختلف هو كاف لتعريف الاختلاف البنيوي. لنفترض أننا نقوم بكوثرة بالجذور الحرة [الإنجليزية] للستايرين بوجود متعدد البيوتادايين، المطاط الاصطناعي، الذي يحمل رابطة ثنائية تفاعلية C=C في المتبقي. سنحصل على سلاسل متعدد الستايرين تنمو في كلا الاتجاهين في بعض الأماكن التي توجد فيها روابط مزدوجة وإعادة ترتيب لذرة كربون واحدة. النتيجة هي سلسلة رئيسية من متعدد الستايرين مع سلاسل متعدد البيوتادايين تنمو منها في الاتجاهين. وهو مبلمر إسهامي مهم يختلف في خصائصه عن مكوناته، فالسلسلة المطاطية ستمتص الطاقة عند الاصطدام، فهي أقل قصافة من متعدد الستايرين التقليدي. يسمى هذا المركب بمتعدد الستايرين المقاوم للصدم.

### مبلمر إسهامي كتلي
تتكون المبلمرات الإسهامية من كتل من مواحيد متكوثرة. فمثلًا PS-b-PMMA هو اختصار لـ متعدد الستايرين-ب-متعدد (ميثيل أكريلات الميثيل)، وهو يصنع عادة من مبلمر الستايرين، ثم تضاف أجزاء مبلمر MMA إلى النهايات التفاعلية لسلاسل متعدد الستايرين. هذا المبلمر هو مبلمر إسهامي ثنائي بسبب احتوائه على كتلتين كيميائيتين مختلفتين. ويمكن تصنيع مبلمرات ثلاثية ورباعية ومتعددة الكتل. المبلمرات الإسهامية ثنائية الكتل تصنع باستخدام تقنية الكوثرة الحية [الإنجليزية]، مثل الكوثرة بالجذور الحرة وانتقال الذرة [الإنجليزية]، وكوثرة بانتقال السلسلة وإضافة الأجزاء العكوسة [الإنجليزية]، كوثرة بالتنادل والفتح الحلقي [الإنجليزية]، أو الكوثرة الأنيونية الحية أو الكاتيونية الحية. ويوجد تقنية كوثرة بطريقة مكوك السلسلة [الإنجليزية].
التقنية الأقوى لتحضير المبلمرات الإسهامية الكتلية هي اقتران تدريجي انتقائي بين الأصل المبلمري وعوامل الارتباط الوظيفية المغايرة.